# Widok (województwo mazowieckie)
Widok – wieś sołecka w Polsce, położona w województwie mazowieckim, w powiecie grójeckim, w gminie Chynów w pobliżu granicy powiatów piaseczyńskiego i otwockiego. Widok położony jest na Ziemi Czerskiej, a zgodnie z podziałem administracyjnym kościoła katolickiego należy do dekanatu czerskiego w diecezji warszawskiej. Z punktu widzenia funkcjonalnego należy do aglomeracji warszawskiej.
W latach 1975–1998 wieś administracyjnie należała do województwa radomskiego.
W połowie XIX wieku wieś wchodziła w skład majątku Żelazna i nazywała się Widok Mokotowski. W tym okresie została dokupiona na powiększenie majątku przez nowego właściciela Żelaznej - Maurycego Bluma - współwłaściciela warszawskiej cukrowni.  